# Монестье-де-Клермон
Монестье-де-Клермон (фр. Monestier-de-Clermont) — коммуна во Франции, находится в регионе Рона — Альпы. Департамент коммуны — Изер. Входит в состав кантона Матезин-Триев. Округ коммуны — Гренобль.
Код INSEE коммуны — 38242. Население коммуны на 2006 год составляло 1104 человека. Населённый пункт находится на высоте от 679 до 1 070 метров над уровнем моря. Муниципалитет расположен на расстоянии около 510 км юго-восточнее Парижа, 115 км юго-восточнее Лиона, 31 км южнее Гренобля. Мэр коммуны — Marie-Josèphe Villard, мандат действует на протяжении 2001—2009 гг.
Динамика населения (INSEE):